# Original video animation
OVA, por vezes chamado de OAV (siglas para Original Video Animation e Original Anime Video) (em japonês オリジナル・ビデオ・アニメーション, Orijinaru bideo animēshon), é um formato de animação que consiste de um ou mais episódios de anime lançados diretamente ao mercado de vídeo (VHS ou LD, atualmente DVD e Blu-ray), sem prévia exibição na televisão ou nos cinemas. OVAs servem tanto para histórias originais como complementos ou paralelos na história exibida na TV, normalmente tem duração igual ou um pouco maior que a duração padrão de um episódio de TV de anime (25 minutos), mas nunca alcança a duração de um longa-metragem. 
Há alguns anos, havia um grande número de OVAs sendo comercializados, principalmente no Japão. Hoje em dia o número é significativamente menor em virtude da popularização da internet em detrimento dos meios físicos e tambem das plataformas de streaming.[carece de fontes?]
O primeiro OVA foi Dallos do Studio Pierrot, em 1983.
OVAs relacionados a séries de anime televisivas geralmente são spin-offs, e não possuem relevância significativa para com a série principal. (com a excecão de animes como Dirty Pair)
Animes com conteúdo pornográfico (hentai) geralmente são lançados no formato OVA.
A partir de 2008, o termo OAD (original animation DVD) começou a referir-se a lançamentos em DVD.

## Características de OVA
- Geralmente, o tempo médio de um OVA (incluindo abertura e encerramento, se tiver) é de 23 minutos á 1 hora;
- Cada episódio de um anime OVA é lançado em apenas um único volume de DVD e VHS, e cada volume é lançado separadamente, tendo-se que esperar, às vezes, até meses para assistir à continuação de um lançamento dessa série;
- OVAs têm um tempo de produção maior do que os episódios para TV, tendo normalmente, assim, animação e imagens de qualidade superior a de episódios de televisão; ...
- OVA não possui censuras nem cortes como uma série de TV, mesmo no Japão;
- Diferente de uma série de televisão, cujo padrão é ter de 12 a 26 episódios, OVAs variam entre 1 e 13. Há algumas exceções, como Os Cavaleiros do Zodíaco - Saga de Hades, todo em OVA com mais de 30 episódios e em Legend of the Galactic Heroes, com 110 episódios.

## OVAs Populares
- Dallos (1983)
- Birth (1984)
- Cream Lemon (1984) (considerado como um dos primeiros animes Hentai já lançado)
- Megazone 23 (1985)
- Tenshi no Tamago (1985)
- Outlanders (1986)
- Genmu Senki Leda (1986)
- Violence Jack (1986)
- Dangaioh (1987)
- Robot Carnival (1987)
- Neo-Tokyo (1987)
- Bubblegum Crisis (1987)
- Dirty Pair OVA (1987, trata-se de uma continuação da série original de 1985)
- Lily C.A.T (1987)
- Demon City Shinjuku (1988)
- Record of Lodoss War (1990)
- Otaku no Video (1991)
- Mermaid Saga (1991)
- 3x3 Eyes (1991)
- Ushio to Tora (1992)
- Video Girl Ai (1992)
- Ah! Megami Sama (1993)
- Genocyber (1994) (considerada como um dos OVAs mais brutais e Violentos)
- Miyuki-chan in Wonderland (1995)
- Weiß Kreuz (1999)
- I''s (2002)